# Mary Frere
Mary Eliza Isabella Frere (nacida en 1845, en la rectoría de Bitton, Gloucestershire / fallecida en 1911, en St. Leonards-on-Sea, Sussex) fue una escritora y poetisa inglesa.

## Reseña biográfica
A sus 18 años se trasladó a Bombay, donde su padre era gobernador. Durante su estancia en la India transcribió un gran número de relatos orales populares que le narró su dama de compañía india, llamada Anna Liberata de Souza. Treinta y cuatro de estos se publicaron en marzo de 1868 bajo el título de Old Deccan Days; or, Hindoo Fairy Legends, Current in Southern India. Collected From Oral Tradition.
Old Deccan Days, con introducción y notas realizadas por su padre e ilustraciones realizadas por su hermana, obtuvo un gran éxito, por lo cual se reimprimió en cuatro oportunidades (la quinta impresión en 1898).
Frere también vivió en Sudáfrica y viajó por el continente africano y Tierra Santa. Interesada en los avances de la crítica bíblica, en sus últimos años se abocó al estudio de la lengua hebrea. 
Frere también publicó anónimamente una obra de teatro pastoral (Love's Triumph, 1869), y algunos poemas que aparecieron en el The Spectator, pero su poesía permaneció mayormente inédita.